# Mister Jones
 (juin 2023).
Mister Jones est un groupe de rock espagnol, originaire de Lérida

## Histoire
Le groupe est formé en 2004 et vainqueur du concours Directe Rock Ciutat de Lleida la même année. Avec deux œuvres publiées, Costumbres canallas en 2006 et Funambulistas en 2009, le groupe est formé par Joan Lozano (guitare électrique, guitare acoustique, voix et chœurs), Josep Mª Lasierra (basse, chœurs), Txesko Bobillo (batterie), Carlos Cerezo (guitares électrique et acoustique, chœurs) et Joan Enric Vidal (claviers, voix). Mister Jones évolue dans la tonalité du rock, où les chansons de Joan Lozano jouent avec différentes nuances en essayant de faire un pas en avant, en prenant soin de la musique et des paroles de manière égale et détaillée, avec un discours différent et très personnel. 
Ils sortent Pensamiento y acción en 2011. En 2018, le groupe revient avec un nouvel album en formats vinyle et CD, De naufragios y deseos,.

## Discographie
- 2006 : Costumbres canallas
- 2009 : Funambulistas
- 2011 : Pensamiento y acción
- 2018 : De naufragios y deseos